# Saint-Hilaire-Fontaine
Saint-Hilaire-Fontaine és un municipi francès, situat al departament del Nièvre i a la regió de Borgonya - Franc Comtat. L'any 2007 tenia 192 habitants.

## Demografia

### Població
El 2007 la població de fet de Saint-Hilaire-Fontaine era de 192 persones. Hi havia 96 famílies, de les quals 36 eren unipersonals (24 homes vivint sols i 12 dones vivint soles), 32 parelles sense fills, 24 parelles amb fills i 4 famílies monoparentals amb fills.
La població ha evolucionat segons el següent gràfic:
Habitants censats

### Habitatges
El 2007 hi havia 136 habitatges, 97 eren l'habitatge principal de la família i 39 eren segones residències. 135 eren cases i 1 era un apartament. Dels 97 habitatges principals, 72 estaven ocupats pels seus propietaris, 24 estaven llogats i ocupats pels llogaters i 1 estava cedit a títol gratuït; 11 tenien dues cambres, 18 en tenien tres, 34 en tenien quatre i 34 en tenien cinc o més. 72 habitatges disposaven pel capbaix d'una plaça de pàrquing. A 46 habitatges hi havia un automòbil i a 37 n'hi havia dos o més.

### Piràmide de població
La piràmide de població per edats i sexe el 2009 era:
| Homes | Edats   | Dones |
| ----- | ------- | ----- |
| 0     | 95 o +  | 0     |
| 0     | 90 a 94 | 4     |
| 0     | 85 a 89 | 0     |
| 4     | 80 a 84 | 0     |
| 8     | 75 a 79 | 0     |
| 8     | 70 a 74 | 12    |
| 16    | 65 a 69 | 8     |
| 8     | 60 a 64 | 16    |
| 4     | 55 a 59 | 4     |
| 0     | 50 a 54 | 0     |
| 8     | 45 a 49 | 4     |
| 12    | 40 a 44 | 4     |
| 4     | 35 a 39 | 4     |
| 8     | 30 a 34 | 4     |
| 8     | 25 a 29 | 8     |
| 0     | 20 a 24 | 0     |
| 4     | 15 a 19 | 8     |
| 4     | 10 a 14 | 8     |
| 8     | 5 a 9   | 0     |
| 0     | 0 a 4   | 4     |

## Economia
El 2007 la població en edat de treballar era de 104 persones, 81 eren actives i 23 eren inactives. De les 81 persones actives 74 estaven ocupades (40 homes i 34 dones) i 7 estaven aturades (3 homes i 4 dones). De les 23 persones inactives 9 estaven jubilades, 5 estaven estudiant i 9 estaven classificades com a «altres inactius».

### Ingressos
El 2009 a Saint-Hilaire-Fontaine hi havia 93 unitats fiscals que integraven 178 persones, la mediana anual d'ingressos fiscals per persona era de 15.269 €.

### Activitats econòmiques
Dels 5 establiments que hi havia el 2007, 1 era d'una empresa de comerç i reparació d'automòbils, 1 d'una empresa d'hostatgeria i restauració, 2 d'empreses de serveis i 1 d'una empresa classificada com a «altres activitats de serveis».
L'únic servei als particulars que hi havia el 2009 era un restaurant.
L'any 2000 a Saint-Hilaire-Fontaine hi havia 9 explotacions agrícoles.

## Poblacions més properes
El següent diagrama mostra les poblacions més properes.